# Касаги (бронепалубный крейсер)
«Касаги» — бронепалубный крейсер Японского Императорского флота. Первый из двух крейсеров типа «Касаги», построенных по Второй чрезвычайной программе пополнения флота 1896 года. Участвовал в Русско-японской и Первой мировой войне.
Получил название в честь горы Касаги, расположенной в современной префектуре Киото в центральной части Японии.

## Строительство
Крейсер «Касаги» построен в Филадельфии на верфях фирмы «Вильям Крамп и сыновья», на той же верфи был построен крейсер «Варяг».

## История службы
На следующий день после ввода в строй «Касаги» принял участие в параде, посвящённом окончанию испано-американской войны. В ноябре 1898 года убыл в Великобританию для установки 152-мм орудий на заводе «Армстронга». 16 мая 1899 года прибыл в Японию.
В апреле 1900 года крейсер принимал участие в больших манёврах Императорского флота в составе Блокирующей эскадры. 13 апреля во время стоянки Блокирующей эскадры в бухте Кагосима «Касаги» столкнулся в тумане с пароходом «Майяджима Мару». Крейсер остался в строю и продолжил участие в манёврах, а пароход во избежание гибели был вынужден выброситься на берег.
В 1900 году крейсер в составе Международной эскадры принимал участие в подавлении восстания ихэтуаней в Китае. Из экипажа корабля 52 человека были направлены в качестве десанта для действий на берегу.
В середине июля 1901 года участвовал в очередных манёврах, в ходе которых отрабатывалось нападение на порт Сасебо.
В августе 1901 года «Касаги», совместно с крейсером «Ивате», посетил с визитом Владивосток.

### Русско-японская война
Перед началом русско-японской войны крейсер «Касаги» вошёл в состав 3-го боевого отряда 1-й эскадры Соединённого флота. 9 февраля 1904 года крейсер в составе своего отряда принял участие в бою с 1-й Тихоокеанской эскадрой. По русским кораблям с крейсера было выпущено 17 снарядов (в том числе 3 — 203-мм и 8 — 120-мм). Прямых попаданий в крейсер не было, однако в результате близкого разрыва русского 12-дюймового снаряда треснула коечная сетка у орудия № 9, также получил повреждение дефлектор вентилятора передней дымовой трубы, перебита одна из швартовых цепей.
В марте 1904 года «Касаги» и «Ёсино» были присоединены к 2-му боевому отряду 2-й эскадры Соединённого флота под командованием вице-адмирала Камимура, приняв участие в первом походе к Владивостоку и обстреле города. 13 апреля крейсер в составе 3-го отряда вёл бой с крейсером «Баян», вышедшем на помощь миноносцу «Страшный». 14 мая «Касаги» действовал в составе отряда адмирала Насиба. Около 10.50 броненосец «Хацусэ» подорвался на мине, установленной минным заградителем «Амур». Через несколько минут произошёл подрыв броненосца «Ясима». «Касаги» пытался оказать помощь «Хацусэ», но в 12.33 броненосец подорвался на ещё одной мине и быстро затонул. «Касаги» принял участие в спасении людей, подняв из воды 134 человека, и вёл огонь по русским миноносцам, вышедшим из Порт-Артура. 23 июня при выходе русской эскадры в море «Касаги» в составе отряда вёл наблюдение за действиями русских кораблей. 10 августа в ходе боя в Жёлтом море «Касаги» вёл огонь по броненосцу «Полтава», участвовал в неудачном преследовании «Аскольда» и «Новика».
В Цусимском сражении «Касаги» был флагманским кораблём командира 3-го боевого отряда вице-адмирала С. Дева. Именно по «Касаги» был сделан первый выстрел сражения с броненосца «Орёл». Около 14.30 крейсера 3-го отряда вступили в бой с русскими крейсерами «Олег», «Аврора» и «Жемчуг», а также вели огонь по плавучей мастерской «Камчатка», буксирному пароходу «Русь» и транспортам. В 17.08 «Касаги» получил попадание снарядом ниже ватерлинии, в результате чего была затоплена угольная яма и одно котельное отделение. Корабль был вынужден выйти из боя для исправления повреждений. Всего на крейсере был убит один человек и девять получили ранения.

### Между двух войн
В октябре 1908 года крейсер принимал участие в первых крупных манёврах Императорского флота после русско-японской войны, действуя в составе второй эскадры под командованием вице-адмирала С. Дева.
С 1910 года «Касаги» служил в качестве учебного корабля. С октября 1910 по март 1911 совершил плавание с кадетами на борту к Гавайским островам. В 1912 году в ходе модернизации цилиндрические котлы были заменены на котлы «Миябара».

### Первая мировая война
С началом Первой мировой войны «Касаги» продолжал использоваться в качестве учебного корабля. 20 июля 1916 года крейсер выскочил на камни в Сангарском проливе (пролив Цугару) . Серьёзные повреждения корпуса не позволили спасти крейсер. После демонтажа части оборудования корабль был оставлен экипажем и затонул 10 августа 1916 года.

## Командиры корабля
- капитан 1-го ранга Сакамото Хадзимэ (Sakamoto, Hajime) — с 1 октября 1901 года по 23 октября 1902 года[6].
- капитан 1-го ранга Ниси Синрокуро (Nishi, Shinrokuro) — с 14 мая по 11 сентября 1903 года[7].
- капитан 1-го ранга Идэ Ринроку (Ide, Rinroku) — с 11 сентября 1903 года по 7 января 1905 года[7].
- капитан 2-го ранга (с 12 января 1905 года — капитан 1-го ранга) Ямая Танин (Yamaya, Tanin) — с 7 января 1905 года по 14 июня 1905 года[8].
- капитан 1-го ранга Арима Рёкицу (Arima, Ryokitsu) — с 14 июня 1905 года по 12 декабря 1905 года[8].
- капитан 1-го ранга Нисияма Ясукити (Nishiyama, Yasukichi) — с 12 декабря 1905 года по 5 августа 1907 года[9].
- капитан 1-го ранга Ямагата Бундзо (Yamagata, Bunzo) — с 5 августа 1907 года по 20 апреля 1908 года[10].
- капитан 1-го ранга Того Кититаро (Togo, Kichitaro) — с 15 сентября по 10 декабря 1908 года[11].
- капитан 1-го ранга Цукияма Киётомо (Tsukiyama, Kiyotomo) — с 10 декабря 1908 года по 14 февраля 1909 года[10].
- капитан 1-го ранга Кубота Хикосити (Kubota, Hikoshichi) — с 14 февраля 1909 года по 7 апреля 1909 года[10].
- капитан 1-го ранга Китано Кацуя (Kitano, Katsuya) — с 16 февраля 1910 года по 19 марта 1910 года[8]

## Галерея
- Крейсер «Касаги» в США, октябрь-ноябрь 1898 года